# Synkope laurina
Synkope laurina is een vlokreeftensoort uit de familie van de Stenothoidae. De wetenschappelijke naam van de soort is voor het eerst geldig gepubliceerd in 1999 door Krapp-Schickel.